# Rendawa
Rendawa Zhonnu Lodro (tibétain : གཞོན་ནུ་བློ་གྲོས། (རེད་མདའ་བ།), Wylie : gZhon nu blo gros (Red mda' ba ), (1349-1412), est un enseignant du bouddhisme tibétain, appartenant à l'école sakyapa. Il a écrit de nombreux ouvrages.

## Sources
- The Sakya School of Tibetan Buddhism de Dhongthog Rinpoché, éditions Wisdom Publications, 2016.
- Site bouddhiste, en anglais, The Treasury of lives.